# Meden Kladeneț, Iambol
Meden Kladeneț (în bulgară Меден Кладенец) este un sat în comuna Tundja, regiunea Iambol,  Bulgaria. 

## Demografie
Componența etnică a satului Meden Kladeneț
     Bulgari (34,27%)
     Nicio identificare (65,72%)
     Altele (0%)
La recensământul din 2011, populația satului Meden Kladeneț era de 248 locuitori. Nu există o etnie majoritară, locuitorii fiind  și bulgari (34,27%). Pentru 65,72% din locuitori nu este cunoscută apartenența etnică.